# Poolse kampioenschappen schaatsen afstanden
De Poolse kampioenschappen afstanden (op zijn Pools: Mistrzostwa Polski na dystansach) worden jaarlijks georganiseerd door de Polski Związek Łyżwiarstwa Szybkiego (PZŁS), de Poolse schaatsenrijdersbond. Vroeger werden de afstandstitels verdiend tijden de allroundkampioenschappen, sinds de jaren 80 zijn er meestal aparte afstandskampioenschappen, waarbij de langste afstanden niet altijd verreden worden. De allround- en afstandskampioenschappen worden nog altijd soms gecombineerd.

## Mannen

### Historie medaillewinnaars 500 meter
| Seizoen   | Plaats              | Datum         | Goud ·                      | Zilver ·            | Brons ·             |
| --------- | ------------------- | ------------- | --------------------------- | ------------------- | ------------------- |
| 1999-2000 | Sanok               | 17/19-12-1999 | Paweł Abratkiewicz          | Paweł Zygmunt       | Marcin Gralla       |
| 2000-2001 | Warschau            | 11/12-11-2000 | Paweł Abratkiewicz          | Tomasz Swist        | Rafal Gasior        |
| 2001-2002 | Warschau            | 20/22-12-2001 | Paweł Abratkiewicz          | Rafal Gasior        | Marcin Gralla       |
| 2002-2003 | Warschau            | 21/22-12-2002 | Paweł Abratkiewicz          | Rafal Gasior        | Maciej Ustynowicz   |
| 2003-2004 | Tomaszów Mazowiecki | 19/21-12-2003 | Maciej Ustynowicz           | Rafal Gasior        | Artur Waś           |
| 2004-2005 | Warschau            | 16/18-12-2004 | Maciej Ustynowicz           | Artur Waś           | Paweł Abratkiewicz  |
| 2005-2006 | Sanok               | 28/30-12-2005 | Artur Waś                   | Maciej Ustynowicz   | Konrad Niedźwiedzki |
| 2006-2007 | Warschau            | 15/17-12-2006 | Maciej Ustynowicz Artur Waś |                     | Konrad Niedźwiedzki |
| 2007-2008 | Warschau            | 20/22-12-2007 | Maciej Ustynowicz           | Artur Waś           | Konrad Niedźwiedzki |
| 2008-2009 | Warschau            | 28/30-11-2008 | Artur Waś                   | Konrad Niedźwiedzki | Daniel Gwadera      |
| 2009-2010 | Zakopane            | 23/25-10-2009 | Maciej Ustynowicz           | Maciej Biega        | Konrad Niedźwiedzki |
| 2010-2011 | Zakopane            | 17/19-12-2010 | Artur Nogal                 | Artur Waś           | Maciej Biega        |
| 2011-2012 | Zakopane            | 16/18-12-2011 | Artur Waś                   | Zbigniew Bródka     | Mateusz Kasprzyk    |
| 2012-2013 | Warschau            | 28/30-12-2012 | Zbigniew Bródka             | Artur Nogal         | Maciej Biega        |
| 2013-2014 | Zakopane            | 29/30-12-2013 | Artur Nogal                 | Zbigniew Bródka     | Maciej Biega        |

### Historie medaillewinnaars 1000 meter
| Seizoen   | Plaats              | Datum         | Goud ·              | Zilver ·            | Brons ·             |
| --------- | ------------------- | ------------- | ------------------- | ------------------- | ------------------- |
| 1999-2000 | Sanok               | 17/19-12-1999 | Paweł Abratkiewicz  | Michal Trzebunia    | Marcin Gralla       |
| 2000-2001 | Warschau            | 11/12-11-2000 | Paweł Abratkiewicz  | Paweł Zygmunt       | Tomasz Swist        |
| 2001-2002 | Warschau            | 20/22-12-2001 | Tomasz Swist        | Paweł Abratkiewicz  | Marcin Gralla       |
| 2002-2003 | Warschau            | 21/22-12-2002 | Paweł Abratkiewicz  | Rafal Gasior        | Marcin Gralla       |
| 2003-2004 | Tomaszów Mazowiecki | 19/21-12-2003 | Rafal Gasior        | Maciej Ustynowicz   | Konrad Niedźwiedzki |
| 2004-2005 | Warschau            | 16/18-12-2004 | Konrad Niedźwiedzki | Maciej Ustynowicz   | Paweł Abratkiewicz  |
| 2005-2006 | Sanok               | 28/30-12-2005 | Konrad Niedźwiedzki | Rafal Gasior        | Artur Waś           |
| 2006-2007 | Warschau            | 15/17-12-2006 | Konrad Niedźwiedzki | Artur Waś           | Maciej Ustynowicz   |
| 2007-2008 | Warschau            | 20/22-12-2007 | Maciej Ustynowicz   | Konrad Niedźwiedzki | Piotr Puszkarski    |
| 2008-2009 | Warschau            | 28/30-11-2008 | Artur Waś           | Konrad Niedźwiedzki | Zbigniew Bródka     |
| 2009-2010 | Zakopane            | 23/25-10-2009 | Konrad Niedźwiedzki | Maciej Ustynowicz   | Zbigniew Bródka     |
| 2010-2011 | Zakopane            | 17/19-12-2010 | Zbigniew Bródka     | Konrad Niedźwiedzki | Artur Waś           |
| 2011-2012 | Zakopane            | 16/18-12-2011 | Konrad Niedźwiedzki | Zbigniew Bródka     | Artur Waś           |
| 2012-2013 | Warschau            | 28/30-12-2012 | Zbigniew Bródka     | Konrad Niedźwiedzki | Jan Szymański       |
| 2013-2014 | Zakopane            | 29/30-12-2013 | Niet verreden       | Niet verreden       | Niet verreden       |

### Historie medaillewinnaars 1500 meter
| Seizoen   | Plaats              | Datum         | Goud ·              | Zilver ·            | Brons ·             |
| --------- | ------------------- | ------------- | ------------------- | ------------------- | ------------------- |
| 1999-2000 | Sanok               | 17/19-12-1999 | Paweł Zygmunt       | Paweł Abratkiewicz  | Jaromir Radke       |
| 2000-2001 | Warschau            | 11/12-11-2000 | Paweł Zygmunt       | Paweł Abratkiewicz  | Witold Mazur        |
| 2001-2002 | Warschau            | 20/22-12-2001 | Paweł Zygmunt       | Arkadiusz Skoneczny | Marcin Gralla       |
| 2002-2003 | Warschau            | 21/22-12-2002 | Paweł Zygmunt       | Arkadiusz Skoneczny | Konrad Niedźwiedzki |
| 2003-2004 | Tomaszów Mazowiecki | 19/21-12-2003 | Paweł Zygmunt       | Konrad Niedźwiedzki | Arkadiusz Skoneczny |
| 2004-2005 | Warschau            | 16/18-12-2004 | Konrad Niedźwiedzki | Paweł Zygmunt       | Maciej Ustynowicz   |
| 2005-2006 | Sanok               | 28/30-12-2005 | Paweł Zygmunt       | Konrad Niedźwiedzki | Witold Mazur        |
| 2006-2007 | Warschau            | 15/17-12-2006 | Konrad Niedźwiedzki | Witold Mazur        | Sławomir Chmura     |
| 2007-2008 | Warschau            | 20/22-12-2007 | Konrad Niedźwiedzki | Roland Cieślak      | Piotr Puszkarski    |
| 2008-2009 | Warschau            | 28/30-11-2008 | Konrad Niedźwiedzki | Piotr Puszkarski    | Sławomir Chmura     |
| 2009-2010 | Zakopane            | 23/25-10-2009 | Konrad Niedźwiedzki | Zbigniew Bródka     | Roland Cieślak      |
| 2010-2011 | Zakopane            | 17/19-12-2010 | Konrad Niedźwiedzki | Zbigniew Bródka     | Roland Cieślak      |
| 2011-2012 | Zakopane            | 16/18-12-2011 | Zbigniew Bródka     | Konrad Niedźwiedzki | Jan Szymański       |
| 2012-2013 | Warschau            | 28/30-12-2012 | Konrad Niedźwiedzki | Zbigniew Bródka     | Jan Szymański       |
| 2013-2014 | Zakopane            | 29/30-12-2013 | Jan Szymański       | Zbigniew Bródka     | Piotr Puszkarski    |

### Historie medaillewinnaars 5000 meter
| Seizoen   | Plaats              | Datum         | Goud ·          | Zilver ·            | Brons ·                |
| --------- | ------------------- | ------------- | --------------- | ------------------- | ---------------------- |
| 1999-2000 | Sanok               | 17/19-12-1999 | Paweł Zygmunt   | Jaromir Radke       | Witold Mazur           |
| 2000-2001 | Warschau            | 11/12-11-2000 | Paweł Zygmunt   | Jaromir Radke       | Witold Mazur           |
| 2001-2002 | Warschau            | 20/22-12-2001 | Paweł Zygmunt   | Jaromir Radke       | Witold Mazur           |
| 2002-2003 | Warschau            | 21/22-12-2002 | Paweł Zygmunt   | Witold Mazur        | Jaromir Radke          |
| 2003-2004 | Tomaszów Mazowiecki | 19/21-12-2003 | Paweł Zygmunt   | Witold Mazur        | Jaromir Radke          |
| 2004-2005 | Warschau            | 16/18-12-2004 | Paweł Zygmunt   | Witold Mazur        | Sławomir Chmura        |
| 2005-2006 | Sanok               | 28/30-12-2005 | Paweł Zygmunt   | Witold Mazur        | Sławomir Chmura        |
| 2006-2007 | Warschau            | 15/17-12-2006 | Witold Mazur    | Sławomir Chmura     | Konrad Niedźwiedzki    |
| 2007-2008 | Warschau            | 20/22-12-2007 | Sławomir Chmura | Konrad Niedźwiedzki | Robert Kustra          |
| 2008-2009 | Warschau            | 28/30-11-2008 | Sławomir Chmura | Konrad Niedźwiedzki | Witold Mazur           |
| 2009-2010 | Zakopane            | 23/25-10-2009 | Sławomir Chmura | Roland Cieślak      | Sebastian Druszkiewicz |
| 2010-2011 | Zakopane            | 17/19-12-2010 | Sławomir Chmura | Konrad Niedźwiedzki | Roland Cieślak         |
| 2011-2012 | Zakopane            | 16/18-12-2011 | Jan Szymański   | Zbigniew Bródka     | Adrian Wielgat         |
| 2012-2013 | Warschau            | 28/30-12-2012 | Jan Szymański   | Zbigniew Bródka     | Konrad Niedźwiedzki    |
| 2013-2014 | Zakopane            | 29/30-12-2013 | Jan Szymański   | Zbigniew Bródka     | Sebastian Druszkiewicz |

### Historie medaillewinnaars 10.000 meter
| Seizoen   | Plaats              | Datum         | Goud ·          | Zilver ·               | Brons ·                |
| --------- | ------------------- | ------------- | --------------- | ---------------------- | ---------------------- |
| 1999-2000 | Sanok               | 17/19-12-1999 | Jaromir Radke   | Paweł Zygmunt          | Witold Mazur           |
| 2000-2001 | Warschau            | 11/12-11-2000 | Niet verreden   | Niet verreden          | Niet verreden          |
| 2001-2002 | Warschau            | 20/22-12-2001 | Niet verreden   | Niet verreden          | Niet verreden          |
| 2002-2003 | Warschau            | 21/22-12-2002 | Niet verreden   | Niet verreden          | Niet verreden          |
| 2003-2004 | Tomaszów Mazowiecki | 19/21-12-2003 | Paweł Zygmunt   | Jaromir Radke          | Mateusz Puszkarski     |
| 2004-2005 | Warschau            | 16/18-12-2004 | Paweł Zygmunt   | Jaromir Radke          | Sławomir Chmura        |
| 2005-2006 | Sanok               | 28/30-12-2005 | Paweł Zygmunt   | Witold Mazur           | Sławomir Chmura        |
| 2006-2007 | Warschau            | 15/17-12-2006 | Sławomir Chmura | Witold Mazur           | Robert Kustra          |
| 2007-2008 | Warschau            | 20/22-12-2007 | Sławomir Chmura | Robert Kustra          | Sebastian Druszkiewicz |
| 2008-2009 | Warschau            | 28/30-11-2008 | Sławomir Chmura | Witold Mazur           | Sebastian Druszkiewicz |
| 2009-2010 | Zakopane            | 23/25-10-2009 | Sławomir Chmura | Sebastian Druszkiewicz | Jan Szymański          |
| 2010-2011 | Zakopane            | 17/19-12-2010 | Niet verreden   | Niet verreden          | Niet verreden          |
| 2011-2012 | Zakopane            | 16/18-12-2011 | Jan Szymański   | Roland Cieślak         | Sebastian Druszkiewicz |
| 2012-2013 | Warschau            | 28/30-12-2012 | Jan Szymański   | Sebastian Druszkiewicz | Roland Cieślak         |
| 2013-2014 | Zakopane            | 29/30-12-2013 | Jan Szymański   | Zbigniew Bródka        | Sebastian Druszkiewicz |

## Vrouwen

### Historie medaillewinnaars 500 meter
| Seizoen   | Plaats              | Datum         | Goud ·                   | Zilver ·                 | Brons ·                  |
| --------- | ------------------- | ------------- | ------------------------ | ------------------------ | ------------------------ |
| 1999-2000 | Sanok               | 17/19-12-1999 | Katarzyna Wójcicka       | Agnieszka Szalkiewicz    | Urszula Kurbat           |
| 2000-2001 | Warschau            | 11/12-11-2000 | Katarzyna Wójcicka       | Joanna Gasienica         | Alexandra Przeor         |
| 2001-2002 | Warschau            | 20/22-12-2001 | Katarzyna Wójcicka       | Alexandra Przeor         | Monika Clapa             |
| 2002-2003 | Warschau            | 21/22-12-2002 | Katarzyna Wójcicka       | Karolina Ksyt            | Anna Stawinska           |
| 2003-2004 | Tomaszów Mazowiecki | 19/21-12-2003 | Alicja Trzebunia         | Luiza Złotkowska         | Karolina Ksyt            |
| 2004-2005 | Warschau            | 16/18-12-2004 | Katarzyna Wójcicka       | Luiza Złotkowska         | Karolina Ksyt            |
| 2005-2006 | Sanok               | 28/30-12-2005 | Katarzyna Wójcicka       | Marzena Szczepanik       | Karolina Ksyt            |
| 2006-2007 | Warschau            | 15/17-12-2006 | Katarzyna Wójcicka       | Karolina Ksyt            | Luiza Złotkowska         |
| 2007-2008 | Warschau            | 20/22-12-2007 | Katarzyna Wójcicka       | Natalia Czerwonka        | Karolina Ksyt            |
| 2008-2009 | Warschau            | 28/30-11-2008 | Katarzyna Wójcicka       | Katarzyna Woźniak        | Natalia Czerwonka        |
| 2009-2010 | Zakopane            | 23/25-10-2009 | Katarzyna Bachleda-Curuś | Natalia Czerwonka        | Luiza Złotkowska         |
| 2010-2011 | Zakopane            | 17/19-12-2010 | Natalia Czerwonka        | Luiza Złotkowska         | Karolina Domańska-Ksyt   |
| 2011-2012 | Zakopane            | 16/18-12-2011 | Natalia Czerwonka        | Karolina Domańska-Ksyt   | Katarzyna Bachleda-Curuś |
| 2012-2013 | Warschau            | 28/30-12-2012 | Luiza Złotkowska         | Katarzyna Bachleda-Curuś | Natalia Czerwonka        |
| 2013-2014 | Zakopane            | 29/30-12-2013 | Natalia Czerwonka        | Katarzyna Bachleda-Curuś | Luiza Złotkowska         |

### Historie medaillewinnaars 1000 meter
| Seizoen   | Plaats              | Datum         | Goud ·                   | Zilver ·           | Brons ·                |
| --------- | ------------------- | ------------- | ------------------------ | ------------------ | ---------------------- |
| 1999-2000 | Sanok               | 17/19-12-1999 | Katarzyna Wójcicka       | Monika Clapa       | Alexandra Przeor       |
| 2000-2001 | Warschau            | 11/12-11-2000 | Katarzyna Wójcicka       | Joanna Gasienica   | Monika Clapa           |
| 2001-2002 | Warschau            | 20/22-12-2001 | Monika Clapa             | Katarzyna Wójcicka | Alexandra Przeor       |
| 2002-2003 | Warschau            | 21/22-12-2002 | Katarzyna Wójcicka       | Karolina Ksyt      | Luiza Złotkowska       |
| 2003-2004 | Tomaszów Mazowiecki | 19/21-12-2003 | Katarzyna Wójcicka       | Luiza Złotkowska   | Karolina Ksyt          |
| 2004-2005 | Warschau            | 16/18-12-2004 | Katarzyna Wójcicka       | Karolina Ksyt      | Luiza Złotkowska       |
| 2005-2006 | Sanok               | 28/30-12-2005 | Katarzyna Wójcicka       | Luiza Złotkowska   | Alicja Trzebunia       |
| 2006-2007 | Warschau            | 15/17-12-2006 | Luiza Złotkowska         | Karolina Ksyt      | Natalia Czerwonka      |
| 2007-2008 | Warschau            | 20/22-12-2007 | Katarzyna Wójcicka       | Luiza Złotkowska   | Natalia Czerwonka      |
| 2008-2009 | Warschau            | 28/30-11-2008 | Katarzyna Wójcicka       | Luiza Złotkowska   | Katarzyna Woźniak      |
| 2009-2010 | Zakopane            | 23/25-10-2009 | Katarzyna Bachleda-Curuś | Natalia Czerwonka  | Katarzyna Woźniak      |
| 2010-2011 | Zakopane            | 17/19-12-2010 | Natalia Czerwonka        | Luiza Złotkowska   | Karolina Domańska-Ksyt |
| 2011-2012 | Zakopane            | 16/18-12-2011 | Natalia Czerwonka        | Luiza Złotkowska   | Katarzyna Woźniak      |
| 2012-2013 | Warschau            | 28/30-12-2012 | Katarzyna Bachleda-Curuś | Natalia Czerwonka  | Katarzyna Woźniak      |
| 2013-2014 | Zakopane            | 29/30-12-2013 | Niet verreden            | Niet verreden      | Niet verreden          |

### Historie medaillewinnaars 1500 meter
| Seizoen   | Plaats              | Datum         | Goud ·                   | Zilver ·                 | Brons ·                |
| --------- | ------------------- | ------------- | ------------------------ | ------------------------ | ---------------------- |
| 1999-2000 | Sanok               | 17/19-12-1999 | Katarzyna Wójcicka       | Joanna Lecka             | Malgorzata Mika        |
| 2000-2001 | Warschau            | 11/12-11-2000 | Katarzyna Wójcicka       | Monika Clapa             | Joanna Lecka           |
| 2001-2002 | Warschau            | 20/22-12-2001 | Katarzyna Wójcicka       | Monika Clapa             | Anna Stawinska         |
| 2002-2003 | Warschau            | 21/22-12-2002 | Katarzyna Wójcicka       | Karolina Ksyt            | Luiza Złotkowska       |
| 2003-2004 | Tomaszów Mazowiecki | 19/21-12-2003 | Katarzyna Wójcicka       | Karolina Ksyt            | Hanna Mroczkowska      |
| 2004-2005 | Warschau            | 16/18-12-2004 | Katarzyna Wójcicka       | Luiza Złotkowska         | Karolina Ksyt          |
| 2005-2006 | Sanok               | 28/30-12-2005 | Katarzyna Wójcicka       | Luiza Złotkowska         | Karolina Ksyt          |
| 2006-2007 | Warschau            | 15/17-12-2006 | Katarzyna Wójcicka       | Luiza Złotkowska         | Karolina Ksyt          |
| 2007-2008 | Warschau            | 20/22-12-2007 | Katarzyna Wójcicka       | Natalia Czerwonka        | Katarzyna Woźniak      |
| 2008-2009 | Warschau            | 28/30-11-2008 | Katarzyna Wójcicka       | Luiza Złotkowska         | Natalia Czerwonka      |
| 2009-2010 | Zakopane            | 23/25-10-2009 | Katarzyna Bachleda-Curuś | Natalia Czerwonka        | Luiza Złotkowska       |
| 2010-2011 | Zakopane            | 17/19-12-2010 | Natalia Czerwonka        | Luiza Złotkowska         | Karolina Domańska-Ksyt |
| 2011-2012 | Zakopane            | 16/18-12-2011 | Natalia Czerwonka        | Luiza Złotkowska         | Karolina Domańska-Ksyt |
| 2012-2013 | Warschau            | 28/30-12-2012 | Natalia Czerwonka        | Katarzyna Bachleda-Curuś | Luiza Złotkowska       |
| 2013-2014 | Zakopane            | 29/30-12-2013 | Luiza Złotkowska         | Katarzyna Bachleda-Curuś | Natalia Czerwonka      |

### Historie medaillewinnaars 3000 meter
| Seizoen   | Plaats              | Datum         | Goud ·                   | Zilver ·           | Brons ·                |
| --------- | ------------------- | ------------- | ------------------------ | ------------------ | ---------------------- |
| 1999-2000 | Sanok               | 17/19-12-1999 | Monika Clapa             | Malgorzata Mika    | Alicja Trzebunia       |
| 2000-2001 | Warschau            | 11/12-11-2000 | Monika Clapa             | Katarzyna Wójcicka | Joanna Lecka           |
| 2001-2002 | Warschau            | 20/22-12-2001 | Katarzyna Wójcicka       | Monika Clapa       | Joanna Lecka           |
| 2002-2003 | Warschau            | 21/22-12-2002 | Katarzyna Wójcicka       | Monika Clapa       | Magdalena Golebiewska  |
| 2003-2004 | Tomaszów Mazowiecki | 19/21-12-2003 | Katarzyna Wójcicka       | Karolina Ksyt      | Luiza Złotkowska       |
| 2004-2005 | Warschau            | 16/18-12-2004 | Katarzyna Wójcicka       | Luiza Złotkowska   | Karolina Ksyt          |
| 2005-2006 | Sanok               | 28/30-12-2005 | Katarzyna Wójcicka       | Luiza Złotkowska   | Karolina Ksyt          |
| 2006-2007 | Warschau            | 15/17-12-2006 | Katarzyna Wójcicka       | Luiza Złotkowska   | Karolina Ksyt          |
| 2007-2008 | Warschau            | 20/22-12-2007 | Katarzyna Wójcicka       | Natalia Czerwonka  | Luiza Złotkowska       |
| 2008-2009 | Warschau            | 28/30-11-2008 | Katarzyna Wójcicka       | Luiza Złotkowska   | Natalia Czerwonka      |
| 2009-2010 | Zakopane            | 23/25-10-2009 | Katarzyna Bachleda-Curuś | Katarzyna Woźniak  | Natalia Czerwonka      |
| 2010-2011 | Zakopane            | 17/19-12-2010 | Luiza Złotkowska         | Natalia Czerwonka  | Karolina Domańska-Ksyt |
| 2011-2012 | Zakopane            | 16/18-12-2011 | Natalia Czerwonka        | Luiza Złotkowska   | Katarzyna Woźniak      |
| 2012-2013 | Warschau            | 28/30-12-2012 | Katarzyna Bachleda-Curuś | Natalia Czerwonka  | Luiza Złotkowska       |
| 2013-2014 | Zakopane            | 29/30-12-2013 | Katarzyna Bachleda-Curuś | Luiza Złotkowska   | Natalia Czerwonka      |

### Historie medaillewinnaars 5000 meter
| Seizoen   | Plaats              | Datum         | Goud ·                   | Zilver ·                 | Brons ·                |
| --------- | ------------------- | ------------- | ------------------------ | ------------------------ | ---------------------- |
| 1999-2000 | Sanok               | 17/19-12-1999 | Monika Clapa             | Katarzyna Wójcicka       | Malgorzata Mika        |
| 2000-2001 | Warschau            | 11/12-11-2000 | Niet verreden            | Niet verreden            | Niet verreden          |
| 2001-2002 | Warschau            | 20/22-12-2001 | Niet verreden            | Niet verreden            | Niet verreden          |
| 2002-2003 | Warschau            | 21/22-12-2002 | Niet verreden            | Niet verreden            | Niet verreden          |
| 2003-2004 | Tomaszów Mazowiecki | 19/21-12-2003 | Katarzyna Wójcicka       | Hanna Mroczkowska        | Luiza Złotkowska       |
| 2004-2005 | Warschau            | 16/18-12-2004 | Katarzyna Wójcicka       | Luiza Złotkowska         | Magdalena Golebiewska  |
| 2005-2006 | Sanok               | 28/30-12-2005 | Luiza Złotkowska         | Magdalena Golebiewska    | Kamila Danaj           |
| 2006-2007 | Warschau            | 15/17-12-2006 | Ewelina Przeworska       | Luiza Złotkowska         | Karolina Ksyt          |
| 2007-2008 | Warschau            | 20/22-12-2007 | Katarzyna Wójcicka       | Luiza Złotkowska         | Magdalena Golebiewska  |
| 2008-2009 | Warschau            | 28/30-11-2008 | Katarzyna Wójcicka       | Luiza Złotkowska         | Katarzyna Woźniak      |
| 2009-2010 | Zakopane            | 23/25-10-2009 | Katarzyna Bachleda-Curuś | Katarzyna Woźniak        | Karolina Domańska-Ksyt |
| 2010-2011 | Zakopane            | 17/19-12-2010 | Niet verreden            | Niet verreden            | Niet verreden          |
| 2011-2012 | Tomaszów Mazowiecki | 29-01-2012    | Natalia Czerwonka        | Luiza Złotkowska         | Aleksandra Goss        |
| 2012-2013 | Warschau            | 28/30-12-2012 | Natalia Czerwonka        | Katarzyna Bachleda-Curuś | Aleksandra Goss        |
| 2013-2014 | Zakopane            | 29/30-12-2013 | Luiza Złotkowska         | Aleksandra Goss          | Natalia Czerwonka      |

 België · 
 Canada · 
 China · 
 Duitsland · 
 Finland · 
 Frankrijk · 
 Griekenland · 
 Hongarije · 
 Italië · 
 Japan · 
 Kazachstan · 
 Nederland (mannen) - (vrouwen) · 
 Noorwegen (mannen) - (vrouwen) · 
 Oekraïne · 
 Oostenrijk · 
 Polen · 
 Roemenië · 
 Rusland · 
 Tsjechië · 
 Verenigde Staten · 
 Wit-Rusland · 
 Zuid-Korea · 
 Zweden · 
 Zwitserland
 Poolse kampioenschappen schaatsen

Afstanden · 
Allround · 
Sprint